# Colletes schwarzi
Colletes schwarzi is een vliesvleugelig insect uit de familie Colletidae. De wetenschappelijke naam van de soort is voor het eerst geldig gepubliceerd in 2002 door Kuhlmann.